# 莫索島
莫索島是太平洋島國瓦努阿圖的島嶼，由謝法省負責管轄，毗鄰埃法特島，主要經濟活動有漁業、自給農業和旅遊業，島上人口約300至400。
17°32′S 168°15′E / 17.533°S 168.250°E